# Assemblea legislativa delle Isole Falkland
L'Assemblea legislativa delle Isole Falkland (in lingua inglese Legislative Assembly of the Falkland Islands ed in lingua spagnola Asamblea Legislativa de las Islas Malvinas) è un parlamento unicamerale che esercita il potere legislativo delle Isole Falkland. Il ruolo, i poteri e la composizione dell'Assemblea legislativa sono descritti nei Capitoli III e IV della Costituzione delle Isole Falkland.
Nel 2009 sostituì il Consiglio legislativo delle Isole Falkland.

## Funzioni
La Costituzione stabilisce che ci deve essere almeno una riunione dell'Assemblea legislativa ogni anno. In realtà, l'Assemblea si riunisce normalmente due volte al mese. La Costituzione conferisce all'Assemblea Legislativa il potere di fare leggi per "la pace, l'ordine e il buon governo delle Isole Falkland". L'Assemblea è disciplinata da una serie di ordinanze permanenti che stabiliscono le regole per le procedure durante le riunioni dell'Assemblea.
Le elezioni vengono rinnovate una volta ogni quattro anni. Come nella maggior parte del sistema di Westminster, la campagna elettorale inizia ufficialmente con lo scioglimento della legislatura. Il Governatore delle Isole Falkland scioglie l'Assemblea Legislativa su richiesta del Consiglio dell'esecutivo. Entro 70 giorni dallo scioglimento si convocano dei comizi elettorali.
Le Isole Falkland sono divise in due collegi elettorali, Camp e Stanley; Camp ha tre membri e Stanley ha cinque membri. Camp include qualsiasi parte del territorio d'oltremare che non si trova a Stanley.
L'Assemblea legislativa è eletta a suffragio universale. Hanno diritto al voto tutti i cittadini britannici residenti sulle Isole Falkland alla data delle elezioni che abbiano compiuto 18 anni.
È composta di otto membri eletti e due del Consiglio dell'esecutivo (il Capo dell'esecutivo ed il Direttore delle Finanze) ed il Presidente dell'Assemblea legislativa.